# Diversidad sexual en San Eustaquio
Los derechos de las personas lesbianas, gays, bisexuales y transgénero (LGBT) en San Eustaquio son bastante progresistas según los estándares caribeños. San Eustaquio forma parte del Caribe Neerlandés y es un municipio especial de los Países Bajos. Tanto la actividad sexual masculina como femenina entre personas del mismo sexo son legales en San Eustaquio, y el matrimonio igualitario, las parejas registradas y la adopción son legales desde 2012. Además, la discriminación por motivos de "orientación heterosexual y homosexual" está prohibida.

## Ley sobre la actividad sexual entre personas del mismo sexo
La actividad sexual entre personas del mismo sexo es legal en San Eustaquio desde 1869, con la entrada en vigencia del Código Penal de las Antillas Neerlandesas.

## Reconocimiento de las relaciones entre personas del mismo sexo
El matrimonio entre personas del mismo sexo en San Eustaquio se legalizó tras la entrada en vigor de una ley que permitía a las parejas del mismo sexo casarse allí el 10 de octubre de 2012.
La cuestión del matrimonio entre personas del mismo sexo provocó una considerable controversia en San Eustaquio. En 2010, el Consejo Insular expresó una oposición unánime a la extensión del matrimonio entre personas del mismo sexo a San Eustaquio. La ley sobre el matrimonio entre personas del mismo sexo aprobada por la Cámara de Representantes holandesa generó llamados de "neocolonialismo".

## Protecciones contra la discriminación
El Código Penal BES (en neerlandés: Wetboek van Strafrecht BES), que se aplica a San Eustaquio y las islas de Bonaire y Saba, penaliza la discriminación por motivos de "orientación heterosexual y homosexual". El artículo 144 prevé sanciones que van desde multas hasta dos años de prisión.
Además, el artículo 1 de la Constitución de los Países Bajos se aplica a San Eustaquio. El artículo dice: "Todas las personas en los Países Bajos serán tratadas por igual en iguales circunstancias. No se permitirá la discriminación por motivos de religión, creencias, opiniones políticas, raza o sexo o por cualquier otro motivo".
El Instituto Holandés de Derechos Humanos (en neerlandés: College voor de Rechten van de Mens) es un instituto de investigación que "protege, promueve y supervisa los derechos humanos". El Instituto, creado por ley en 2010, trabaja en los Países Bajos europeos y también en los Países Bajos caribeños.

## Condiciones de vida
Debido a la pequeña población de San Eustaquio, no hay escena gay en la isla, ni bares o lugares gay específicos. La mayoría de los habitantes de San Eustaquio están afiliados a iglesias cristianas, siendo el metodismo y el catolicismo romano las dos denominaciones más importantes. Como tal, las percepciones sociales de las personas LGBT tienden a reflejar las costumbres cristianas, y los gays y lesbianas locales "tienden a mantener un perfil bajo".